# Новозотовское
Новозотовское — деревня в Пашском сельском поселении Волховского района Ленинградской области.

## История

Земли деревни Новозотовское на карте 1940 года

По данным 1966, 1973 и 1990 годов деревня Новозотовское входила в состав Пашского сельсовета Волховского района.
В 1997 году в деревне Новозотовское Рыбежской волости проживал 51 человек, в 2002 году — 50 человек (русские — 92 %).
В 2007 году в деревне Новозотовское Пашского СП — 37, в 2010 году — 40 человек.

## География
Деревня расположена в северо-восточной части района близ автодороги 41К-021 (Паша — Часовенское — Кайвакса).
Расстояние до административного центра поселения — 12 км.
Расстояние до ближайшей железнодорожной станции Паша — 9 км.
Деревня находится на правом берегу реки Паша.

## Демография
| 2002 | 2007 | 2010 | 2012 | 2017 |
| ---- | ---- | ---- | ---- | ---- |
| 50   | ↘37  | ↗40  | →40  | ↘31  |

### Национальный состав
Согласно данным Всероссийской переписи населения 2021 года в деревне проживали 20 человек, все русские.